# M.U.G.E.N
M.U.G.E.N（日本では一般的に「ムゲン」「MUGEN」と呼ばれる）は、Elecbyte（エレクバイト）によって開発された、フリーのパーソナルコンピュータ用2D格闘ゲームエンジン。

## 概要
このゲームエンジンは自由度が高く、様々なキャラクターやステージを追加でき、体力ゲージやキャラクター選択・タイトル画面などの見た目も変更できる。登録できるキャラクターの種類は自由であるため、ユーザーはゲーム、作品等といった既存の枠組みを超えた対戦が可能である。M.U.G.E.Nオリジナルのキャラクターも多数存在しており、オリジナルキャラクターの中には既存ゲームに匹敵するような完成度のキャラクターもいる。
インターネット上で公開されているキャラクターやステージ、BGMなどのデータには、既存のゲーム・アニメ作品などのグラフィックデータ・音声データから抽出して製作されたものが多数存在しており、多くのサイトではそれについて言及せず、多数のユーザーがそれを意識せずにプレイしている（キャラクターデータの構成および法的見地の節も参照）。
M.U.G.E.N本体には、Kung Fu Manというカンフーを使うオリジナルキャラクターが付属しており、このキャラクターをベースに改変されたキャラクターも多数存在する。
2007年、異なるハック版でステージとキャラクター選択画面の高解像度表示がサポートされた。
2007年半ば、Elecbyte公式サイトは復活した。初めはGoogle AdSenseのみが表示されており正統性を疑う声もあったが、7月26日にFAQが追加された。このFAQでは、M.U.G.E.Nの次期メジャーリリースの前に、Windows版の修正版を公開するつもりだと書かれていた。
2009年9月21日に公式サイトにて、実に7年ぶりの更新となる新バージョンが公開されたが、最終的に2013年7月28日のVersion 1.1 Beta 1で更新が止まり、公式サイトも再度消滅している。

### 各バージョンの違い
Elecbyteから正式な新バージョン（以下、新版）がリリースされる以前に開発されたものとして、Linux版および旧Windows版（以下、旧版）、MS-DOS上で動作するもの（以下、初期版）がある。インターネット上のM.U.G.E.Nを扱うサイトなどで広く公開されていた旧版は、かつてElecbyteから公開されていた未完成のバージョンを改造し、登録可能キャラクター数の無制限化や、初期状態から全てのゲームモードを選択可能にするなどの変更を施したものであり、後述するように非公式のものであった。これについては当時のElecbyteのM.U.G.E.N利用規約に違反する点があるが、後述のライセンス関係などから黙認されているようである。
- 旧版は機能的に初期版を遥かに上回っている。しかし機能拡張に伴う、エラーチェックの厳密化により、互換性が失われたデータも多い。また旧版は、初期版に比べ若干負荷が高く、快適に動作させるには、当時としてはそれなりのスペックが必要だった。
  - 新版はファイル仕様が大幅に変わったものがある。キャラクターに関しては互換モードが搭載されているので、概ね互換性は保たれている。
- 初期版はキャラクターの色に最大256色しか使えず、BGMに利用できる形式もMP3、MIDI、MODに限る。これに対し旧版は、256色以上のカラーへの対応がなされると共に、BGMの対応形式もプラグインにより拡張可能になっている。新版ではBGMのループや、効果音の音量調整が可能になり、OGG用のプラグインも同梱されている。
- 初期版ではフルスクリーンでしか使用できないが、旧版以降はウィンドウでのプレイが可能となった。しかし、その為にフルスクリーン化はDirectX8.0以上が必須となり、コンフィグファイルでVideo Winモードを高画質対応に設定し、キャラデータのキャッシュ読み込みをオンにするなどの設定をしなければならず、多少手順が多くなっている。

### クローンプロジェクト
公式のM.U.G.E.Nが長らく更新されなかったこともあってか、クローンエンジンを作成するプロジェクトがいくつか存在する。
- I.K.E.M.E.N
  - Ikemen GO - I.K.E.M.E.Nの後継プロジェクト。MIT Licenseを採用しており、商用利用が可能[1]。
- MUGENext(開発中)
  - virtualltekが開発しているM.U.G.E.Nの後継プロジェクト。商用利用、更新の保証をサポートする予定。
- xnaMugen
- jMugen
- Paintown

これらのクローンエンジンは、オンライン対戦機能やクロスプラットフォーム性の高さを期待されている。

## キャラクターエディタ
MUGENのキャラクターは公式に配布されたMUGEN専用のキャラクターエディタや、Windows付属のメモ帳等のエディタ、画像編集ソフト、音声編集ソフトなどを使って作成する。しかし、公式のエディタは本体同様更新がされていなかったため、途中で終了してしまうといったバグが残っている。そのため、ユーザーが作成した非公式のキャラクターエディタがいくつか存在する。
上記のような理由からキャラクター制作の際は、複数のツールを用いるのが一般的とされる。また後述のcnsファイルなどを編集する際もWindows標準のNOTEPAD.EXEでは非常に見やすさを欠くため、フリーのスクリプティングエディタにラッパーモジュールを適用し制作する場合がある。

## キャラクターデータの構成
M.U.G.E.Nのキャラクターやステージのデータは、主に以下のようなファイル群で構成されている。
defファイル
キャラクターやステージの基本設定を示すファイル。キャラクターの基本情報や、どのファイルが使われるかを記す目次のようなファイル。キャラクターを登録する場合、このファイルを指定する。
cmdファイル
キャラクターの技のコマンドや発動条件を制御するファイル。
cnsファイル
キャラクターの心臓部とも言える、動作を制御するファイル。定数やステート定義によって細かく挙動を指定でき、格闘ゲームの枠に囚われないキャラクターを作ることも可能。M.U.G.E.Nにおける「キャラクター製作」とは、主にこのファイルの製作を意味する。
sffファイル
キャラクターの画像を複数まとめて格納したファイル。ゲーム中のグラフィックだけでなく、選択画面や体力ゲージで表示されるポートレイト、攻撃のエフェクトなども含まれる。
airファイル
sffに格納された画像を実際にアニメーションさせたり、攻撃判定、当たり判定などを指定・制御するためのファイル。
sndファイル
キャラクターの音声や効果音を格納したファイル。
ただし、sff・sndを除いて、拡張子の制限はなく、テキストファイルで開けるファイルなら良い。cmdにcnsファイル、cnsにstファイルを使用するものが代表的。
なお現状のM.U.G.E.Nでは、sff（グラフィックファイル）やsnd（音声ファイル）に、ゲーム・アニメ作品など（企業・同人問わず）一般的に著作権保護の対象である他者の著作物を無断で流用や改変、または描き起こしなどを行ったキャラクターが多く存在しており、問題視されている。中には、画像や音声を製作者自身やその知人、ネット声優などに拠って独自に製作された著作権的に問題のないキャラクターも存在するが、現状の多くは権利物の流用・改変であることが多い。グラフィック自体は作成者オリジナルの描き下ろしだが、エフェクトやボイスなどは既存作品からの流用というケースも見られる。
cns（定数とステート定義によるキャラクターのメインファイル）や、cmd（コマンドファイル）、air（アニメーションファイル）などは、作成者に著作権のあるプログラムソースに類する物であるが、これらの独自プログラムに、既存作品から流用したグラフィックや音声を組み合わせ、既存作品のキャラクターの動作を真似た「再現」や、既存作品では使用できない技を付け加えた「アレンジ」として作られているケースが多く見られる。もちろん、M.U.G.E.N本体には「M.U.G.E.Nに対応して製作されたキャラクターデータ」を動作させる機能しか無いため、原作のプログラムデータをそのまま流用する事は当然ながら不可能であり、M.U.G.E.N上におけるこれらの「再現」キャラクターの実態は単に「グラフィックを流用して原作風の動作や性能に似せただけのエディットキャラクター」である。そのため、cnsなどのプログラム本体の記述は独自に作られた物であり、記述形式は作成者によりバラバラである。なお、一部では著作物の使用を避けるため、既存の技などの動作や性能のみをモチーフとして、Elecbyteから改変が自由に許可されているKung Fu Manのグラフィックや音声、または独自のグラフィックを使用した別キャラクターとして作られているものもある。

## 法的見地
本体
Elecbyteは新バージョンのリリースに伴いM.U.G.E.Nの使用に関するライセンスを明示しており、非営利目的に限りM.U.G.E.N本体のファイルの再配布が許可されている。2009年11月に、M.U.G.E.Nがアバンダンウェアであると誤って主張し、ライセンスに違反して本体を無許可で改変したグループに対してElecbyteは法的手段を講じた。
キャラクターやステージのデータ
配布されているキャラクターやステージのほとんどは、スプライト・音声・音楽は著作権で保護されたゲームやアニメなどからのコピーが多く使われている。このため、最近のゲームを元に作られたキャラクターへのハイパーリンクを控える「タイムリリース」ルールを主張するグループもある。
ElecbyteはM.U.G.E.N環境で動作するキャラクターやステージ、アドオンなどの配布には一切の制限を設けておらず、sffなどのファイル形式もオープンフォーマットとして公開されている。そのため、データを自作するなどして著作権に問題がない状態にし、本体にElecbyteのM.U.G.E.Nではなく商業目的の利用が認められている別の互換エンジンを採用することで、一つのゲームとして販売を行った事例が存在する。Elecbyteが配布に制限をかけているのは本体のみなので、この形式での販売は合法であるとされる。
このような状況を踏まえ、現在エンジン、その他の創作物の利用は個人のモラルに委ねられている。